# Passo della Torrita
Il passo della Torrita (1.010 m s.l.m.) è un valico dell'Appennino centrale,  situato lungo la via Salaria, di cui è il punto più elevato, in località Torrita di Amatrice, in provincia di Rieti. Costituisce lo spartiacque fra la valle del Tronto sul versante adriatico e quella del Velino sul versante tirrenico e la sua importanza deriva dal fatto che, secondo alcuni criteri, segna convenzionalmente il limite fra l'Appennino umbro-marchigiano e l'Appennino abruzzese; secondo altri criteri invece il limite tra i due settori appenninici sarebbe posto più a sud nel passo di Montereale.

## Storia
In corrispondenza del passo di Torrita, nel punto più alto della Salaria, delle campagne di scavo curate dalla Soprintendenza Archeologica del Lazio, a partire dagli anni '50 fino al 1985, hanno portato alla luce importanti resti archeologici di epoca romana che accreditarono la già diffusa tesi in base alla quale il “Vicus Phalacrinae” (detto Falacrine), luogo di nascita e di soggiorni estivi dell'imperatore Vespasiano, coincideva con il sito archeologico di Torrita.
Viceversa scavi recenti condotti nel quinquennio 2005-2009 in alcune aree nei pressi di Cittareale, circa 10 km prima dell'arrivo al passo di Torrita provenendo da Roma, hanno collocato in modo più evidente l'abitato di Falacrine ai piedi del comune di Cittareale, a sud della frazione denominata Vezzano.
Tornando al passo della Torrita, nel 1955 dopo alcuni rinvenimenti occasionali, furono iniziati ad opera della Soprintendenza alle Antichità i lavori di scavo. Gli scavi hanno portato al rinvenimento di ruderi di quella che molto probabilmente era una mansio, una stazione di posta, collocata proprio sul valico, consistenti in un peristilio, che conserva parte dello stilobate e le basi di quattro colonne tuscaniche, e vari ambienti sotto i quali era presente un impianto di riscaldamento "a pavimento". Infatti il portico colonnato che misura metri 28 x 26, presenta delle piccole colonnine in mattoni che avevano lo scopo di permettere il passaggio di aria calda sotto la pavimentazione.

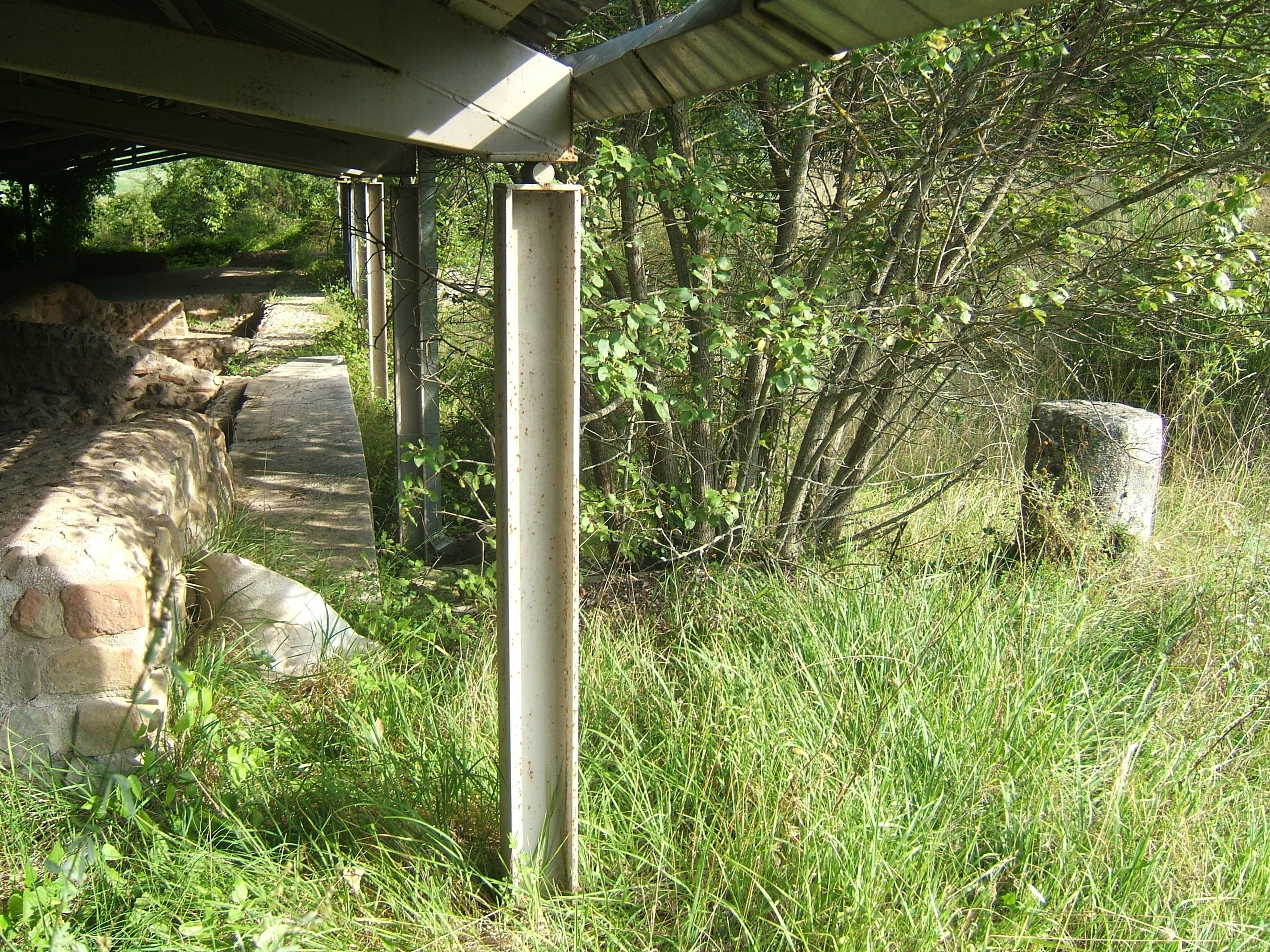
Resti del peristilio della villa romana al passo della Torrita

Nell'area archeologica sono stati rinvenuti anche molti altri reperti consistenti in parti di vetro (lacrimatoi, contenitori per balsamo, vetrate per finestre), fibule, piccole asce, monete, basamenti di colonne, capitelli e numerosi reperti di terracotta e attrezzi vari (scalpelli, pinzette, compassi) che indicano la presenza di artigiano metallurgico.

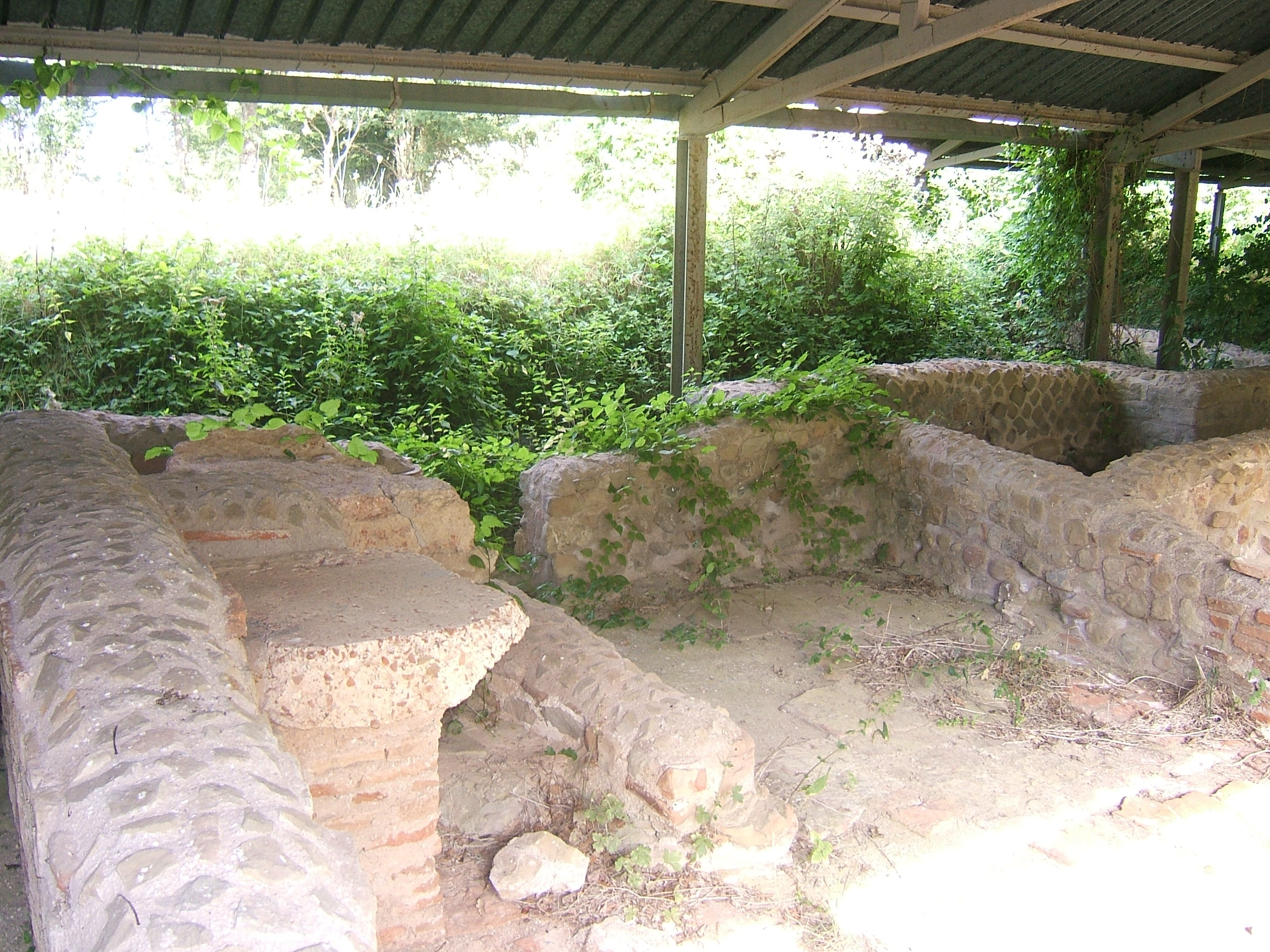
Interno della villa con visibile il pavimento rialzato per la presenza dell'impianto di riscaldamento a terra

Successivamente, nel 1974, venne ritrovato un busto, alto circa 60 cm di epoca repubblicana rappresentante probabilmente Cesare, che è ora custodito nei locali della Soprintendenza Archeologica del Lazio. Nello stesso periodo altri scavi portarono alla luce una statua di marmo di circa 90 cm di altezza raffigurante una figura femminile nuda. La statua fu rubata la notte stessa della scoperta da ignoti che la trafugarono dai locali della scuola elementare di Torrita dov'era stata provvisoriamente sistemata.
Nel 1986 tutti i reperti recuperati vennero situati a Roma, in via Pompeo Magno, per volere della Soprintendenza archeologica per il Lazio.